# سیروارد گالباگیان گارامانوک
سیروارد گالباگیان گارامانوک (ارمنی: Սիրվարդ Գալբագեան Գարամանուկ؛ انگلیسی: Sirvart Kalpakyan Karamanuk؛ ۱ دسامبر ۱۹۱۲ – ۱۹ اکتبر ۲۰۰۸) یک آهنگساز، نوازنده پیانو و معلم ارمنی بود.

## زندگی‌نامه
گارامانوک در محله اسکودار، کنستانتینوپول، در امپراتوری عثمانی به دنیا آمد. وی آموزش پیانو در سن پنج سالگی زیر نظر استپان پاپلیان شروع نمود. وی در سال ۱۹۳۹ از کنسرواتوار موسیقی استانبول که مدیریت آن را استپان پاپلیان برعهده داشت فارغ‌التحصیل شد. وی همچنین کلاس‌های را نیز در دربارهٔ تئوری موسیقی، تاریخچه و موسیقی مجلسی زیر نظر جمال رفیت ری، احمد عدنان سایگون و لیکو آمار گذراند متعاقباً به مدت کوتاهی نیز درس‌های خصوصی در پیانو را زیر نظر لازار لوی و آهنگسازی را زیر نظر ژان روژه دوکاس گذراند.
وی در ۱۹ اکتبر ۲۰۰۸ در سن ۹۵ سالگی در استانبول درگذشت و در گورستان ارامنه شیشلی به خاک سپرده شد.

## افتخارات
- نشان مسروپ ماشتوتس

## قطعات موسیقی
آوازخوانی ارکستری
- آختامار (Ախթամար) ۱۹۶۹
- صبح بهاری (Գարնան առաւօտ) ۱۹۶۹
- ترانه پتروس دوریان (Երգ Պետրոս Դուրեանի) ۱۹۷۲

تک خوانی